# Sybistroma sinaiensis
Sybistroma sinaiensis är en tvåvingeart som först beskrevs av Grichanov 2000.  Sybistroma sinaiensis ingår i släktet Sybistroma och familjen styltflugor.
Artens utbredningsområde är Egypten. Inga underarter finns listade i Catalogue of Life.